# Echium rosulatum
Echium rosulatum ist eine Pflanzenart aus der Gattung der Natternköpfe (Echium) in der Familie der Raublattgewächse (Boraginaceae).

## Beschreibung
Echium rosulatum ist eine borstig behaarte, aufrecht wachsende, mehrjährige Pflanze, die einen bis einige blütentragende Stängel ausbildet. Sie erreicht Wuchshöhen von 30 bis 70 cm. Die Laubblätter sind 20 bis 70 mm lang und 5 bis 25 mm breit. Ihre Form ist eiförmig bis lanzettlich, sie sind aufsitzend und mit mehr oder weniger kurzen, anliegenden bis abstehenden Borsten behaart.
Die Blütenstände sind sehr locker rispenartig und mit auffälligen Tragblättern versehen. Der Kelch ist zur Blütezeit 6 bis 9 mm lang und verlängert sich zur Fruchtreife auf 10 bis 14 mm. Die Krone ist 11 bis 25 mm lang, hat meist eine schmale Kronröhre und ist leicht schräg bis fast regelmäßig. Sie ist pink-violett gefärbt. Drei bis vier Staubblätter stehen aus der Krone heraus.

## Vorkommen und Standorte
Die Art kommt in Portugal und dem Nordwesten Spaniens vor.

## Systematik
Man kann zwei Unterarten unterscheiden:
- Echium rosulatum subsp. rosulatum: Sie kommt in Portugal und in Spanien vor.[1]
- Echium rosulatum subsp. davaei Rouy: Sie kommt in Portugal vor.[1]